# コルネリス・デ・ウィット

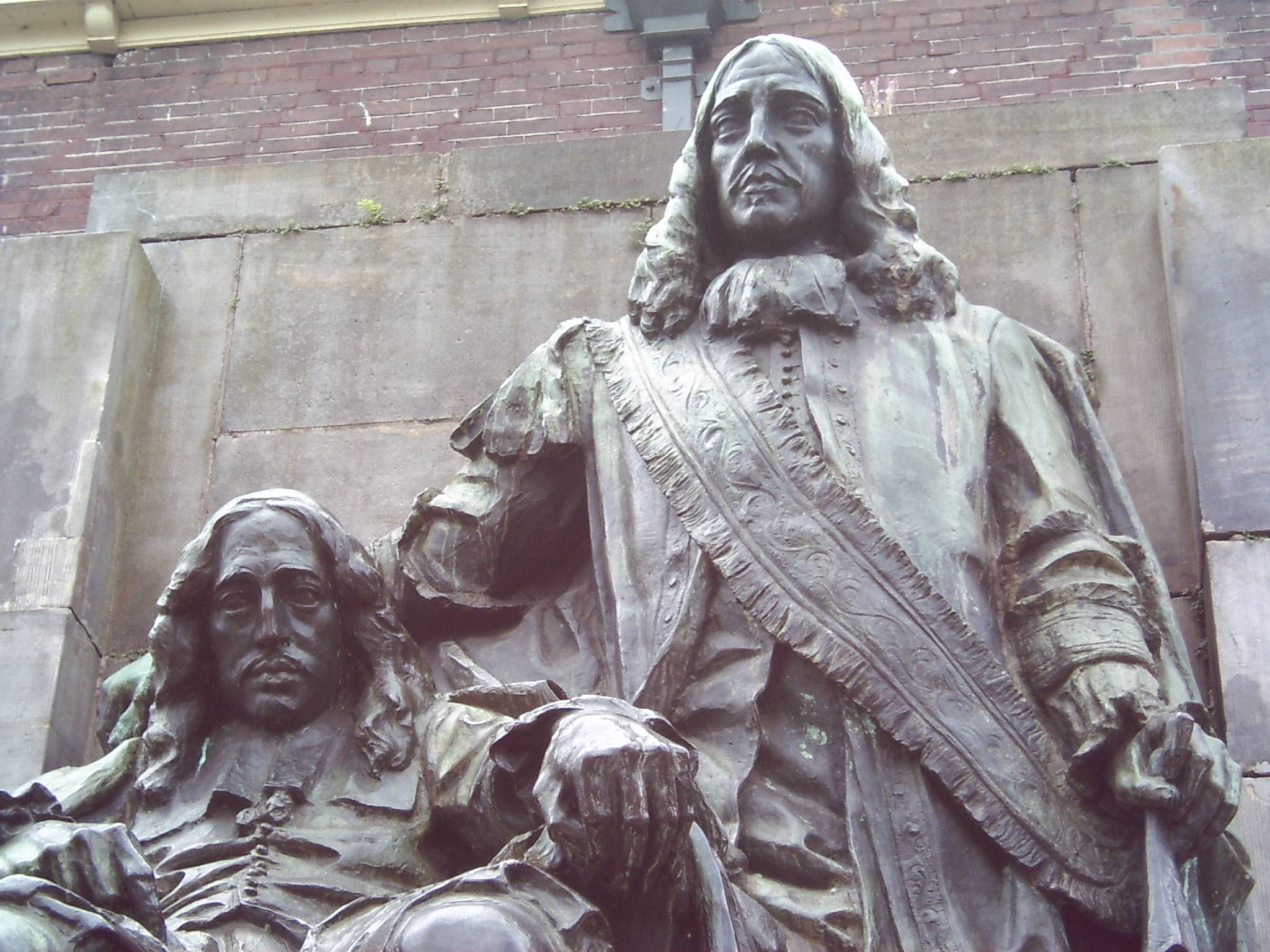
ドルトレヒトのデ・ウィット兄弟像

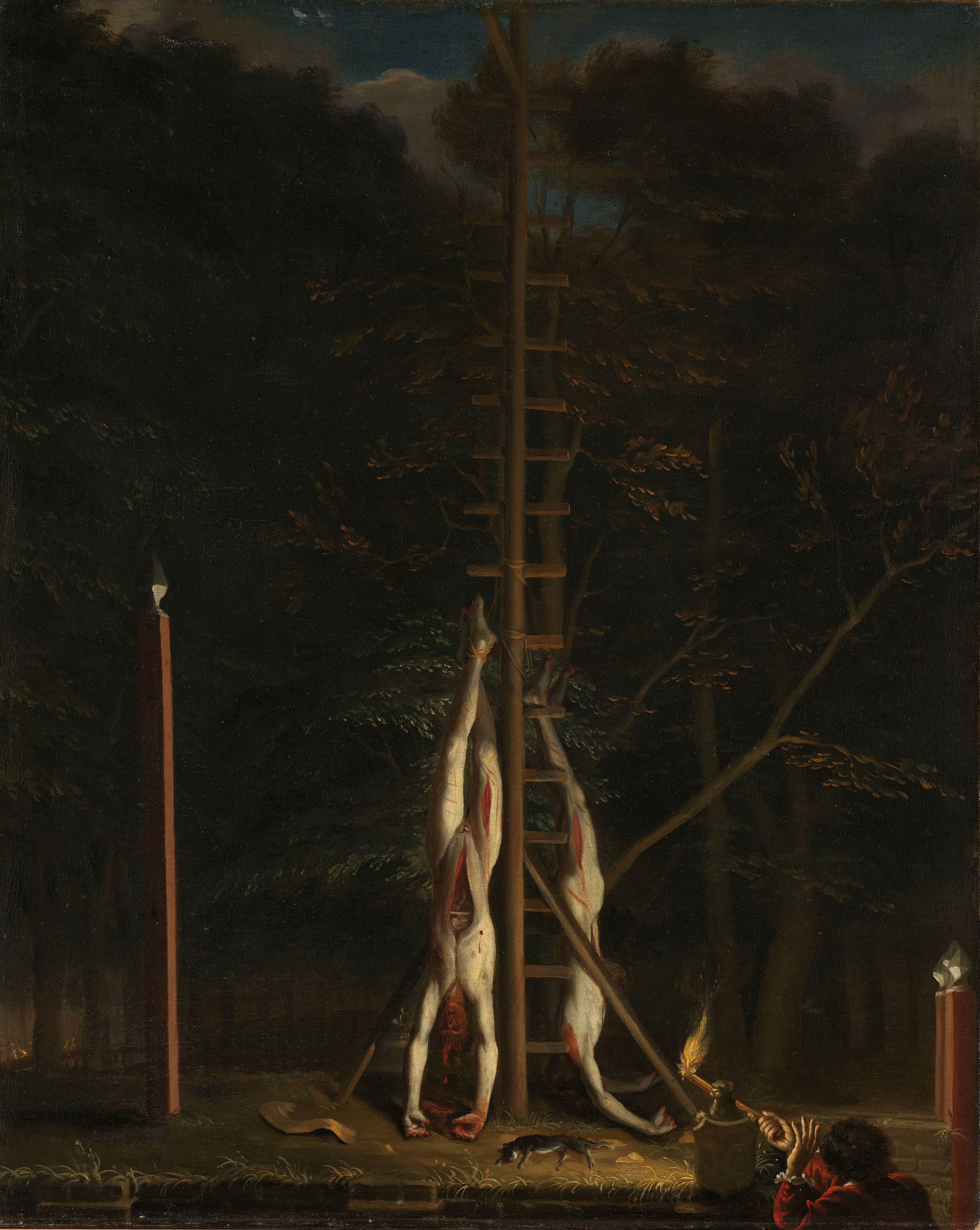
民衆に私刑にかけられ殺害されたデ・ウィット兄弟

コルネリス・デ・ウィット（Cornelis de Witt 発音, 1623年6月15日 - 1672年8月20日）は、オランダ（ネーデルラント連邦共和国）の政治家。ヨハン・デ・ウィットの兄。1672年にオラニエ公ウィレム3世（後のイングランド王ウィリアム3世）に対する反逆罪の嫌疑で訴えられ、弟のヨハンと共に民衆に私刑にかけられ殺害された。

## 生涯
ドルドレヒト市長として6選されたヤコブ・デ・ウィットを父として、ドルドレヒトの名門デ・ウィット家に生まれた。プッテンの知事、ドルドレヒトの市長、ホラント州の副総督などを歴任し、オランダ共和国指導者であった弟のヨハンを補佐する一方で、第二次英蘭戦争と第三次英蘭戦争に赴き、デ・ロイテル提督と共にメドウェイ川襲撃（1667年）・ソールベイの海戦（1672年）で旗艦に乗り込んで戦況を視察している。この時、特に艦隊に何か有益な助言をしなかったばかりか、メドウェイ川襲撃では指示を二転三転させてデ・ロイテルの足をひっぱっている。また戦闘に加わったこともないが、それでも傲慢で尊大な性格で評判の悪かった弟とは対照的に、海軍内部での人気は高かった。
1672年6月、痛風の悪化で戦線を離れたコルネリスは、当時の政権を握っていた弟の軍事、外交面での数々の失政がフランスの侵攻で白日の下にさらされ、フランスが示した屈辱的な講和条件を本気で検討し始めたことで共に民衆の憎悪の対象となった。
1672年7月24日、理容師ウィレム・ティヒラーによりウィレム3世の暗殺を企てているとの嫌疑で訴えられ、逮捕された。裁判でコルネリスは無実を主張したが、理容師と面識がないと嘘をついたことで疑いがかかり、拷問にかけられることになった。コルネリスは拷問に耐えて自白を拒んだため、反逆罪については嫌疑不十分となったが、偽証罪で追放処分を受けることとなった。拷問による衰弱のため歩行困難となったコルネリスは弟を呼び出した。デ・ウィット兄弟がいることを知ってヘヴァンゲンポールト（現・ハーグ監獄博物館）を取り囲んだ民兵や群衆は、看守の制止を振り切って乱入し、兄弟を引きずり出して殺害した。
妻マリアとの間にウィルヘルミナという娘がおり、彼女は従兄弟にあたるヨハンの同名の息子と結婚した。

## 大衆文化
コルネリス・デ・ウィットとオランダ政治における彼の役割は提督の艦隊（2015年の映画）において描写された。
兄弟は、アレクサンドル・デュマ・ペールの小説黒いチューリップにおいて重要な役割を演じた。